# Koilanemos/Esenköy
Koilanemos (griechisch Κοιλάνεμος), türkisch Esenköy, ist ein kleines Dorf auf der Karpas-Halbinsel im Nordosten der Mittelmeerinsel Zypern. 2011 zählte es 58 Einwohner. Das Dorf liegt gut 6 km südwestlich von Yialousa/Yeni Erenköy.
Koilanemos bedeutet entweder ‚windiges Tal‘ (koilada = Tal, anemos = Wind) und ist dementsprechend aus dem Griechischen abzuleiten, oder es handelt sich um die Verballhornung des italienischen Wortes Collina für „Hügelchen“. Der türkische Name Esenköy ist eine Übersetzung der griechischen Bedeutung, meint also gleichfalls ‚windiges Tal‘.

## Geschichte
Die erste osmanische Zählung von 1831 nennt 17 Haushaltsvorstände, von denen zehn als Griechen betrachtet wurden, sieben als Türken. Offenbar war das Dorf schon früh eine griechische Ansiedlung mit einer starken türkischen Minderheit. Während jedoch unter der britischen Kolonialherrschaft die Zahl der Griechen im Jahr 1891 auf 55 angestiegen war, stagnierte die Zahl der Türken bei 11 und fiel bis 1901 sogar auf 3. 1891 zählte man im Dorf 192 Bewohner.
1901 zählte man 59 Griechen, zehn Jahre später 81, im Jahr 1921 89 und weitere zehn Jahre später 96 Griechen. Die Zahl der Türken blieb hingegen sehr viel geringer. 1911 zählte man 6, 1921 waren es 14 und 1931 wieder 10. Nach dem Zweiten Weltkrieg erreichte die Zahl der Griechen 1946 mit 136 Bewohnern den höchsten Punkt, ebenso die Zahl der Türken mit 17. Doch danach sank die Bevölkerungszahl erheblich, so dass 1960 nur noch 85 Griechen und 12 Türken im Dorf gezählt wurden, das nun weniger als 100 Einwohner hatte, nachdem man 1946 noch 153 gezählt hatte.
Auf der ganzen Insel nahmen die Spannungen zwischen den beiden ethnisch-religiösen Gruppen stark zu, die meisten Griechen forderten den Anschluss an Griechenland (Enosis). 1958 flohen die Türken aus dem Dorf, um sich in Famagusta in Sicherheit zu bringen, doch kehrten die meisten 1960 zurück. Im Dezember 1963 mussten sie erneut fliehen.
Die Griechen ihrerseits flohen im August 1974 vor den heranrückenden türkischen Truppen nach Süden. Zwar lebten im Oktober 1975 noch 29 Griechen im Dorf, die jedoch bis Dezember 1976 allesamt Koilanemos verlassen mussten. Sie lebten im griechischen Teil der Insel verstreut, ihre Zahl wird inzwischen auf etwa 90 geschätzt.
Die heutigen Dorfbewohner kamen ganz überwiegend 1977 nach Erenköy, wie es inzwischen genannt wurde. Sie stammen zumeist aus der Provinz Adana im Süden der Türkei. Von den ursprünglichen Bewohnern lebt nur noch eine Familie im Dorf. 1978 zählte man 57 Einwohner, 1996 waren es 61, zehn Jahre später 58, eine Zahl, die auch 2011 ermittelt wurde.